# Махлювання в казино

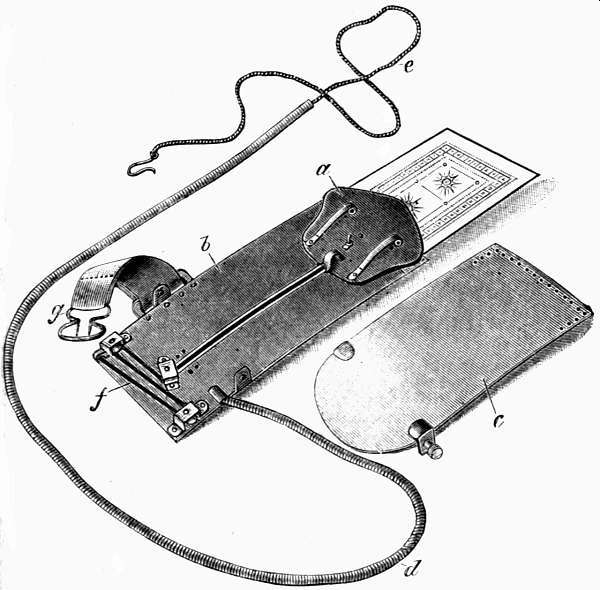
Утримуюча машина Кеплінгера

Під шахрайством у казино йдеться про процес азартних ігор і використання незаконних прийомів для азартних ігор і заробітку грошей, а також для накрутки грошей або чогось, що можна перетворити на гроші. Це може включати використання підозрілої апаратури, втручання в роботу пристрою, шахрайство з чипами або фальшиву інформацію про ігри. Офіційно передбачені санкції за шахрайство залежать від обставин і тяжкості обману та юрисдикції, в якій діє казино. У штаті Невада шахрайство гравця в казино є злочином згідно із законодавством штату Невада. У більшості інших юрисдикцій конкретних законів не існує, і ймовірні випадки шахрайства вирішуються органом з питань азартних ігор, який може мати більші чи менші повноваження для виконання свого вироку.
Гра з перевагою — не вважається обманом. Наприклад, підрахунок карт є законною стратегією гри, яку можна використовувати в блекджеку та інших картярських іграх. Майже в усіх юрисдикціях казино дозволяється забороняти відвідувати свої приміщення клієнтам, які, на їхню думку, використовують гру з перевагою, незалежно від того, чи дійсно вони це роблять і навіть якщо це не шахрайство, хоча ця практика заборони законослухняним громадянам відвідувати публічні місця підлягає судовому розгляду. Наразі суди в Нью-Джерсі та Північному Лас-Вегасі, штат Невада, визнали практику заборони законослухняним громадянам незаконною.

## Методи обману казино
- Використання сфальсифікованого колеса рулетки.
- Помилкові роздачі: дилер може мати можливість роздати другу карту зверху (використовується разом з позначеними картами) або можливість роздавати нижню карту колоди (використовується разом з розміщенням бажаних карт у нижній частині колоди), наприклад, «руків'я механіка».
- Помилкове перетасування та розрізання: може здаватися, що дилер змішує або розрізає карти, зберігаючи при цьому певні карти або всю колоду в бажаному порядку.
- Використання колоди карт з нестандартним складом.
- Використання холодної деки.
- Використання завантажених кубиків.
- Використання наборів правил, не санкціонованих органом контролю азартних ігор.
- Використання ігрових автоматів, які платять нижче встановленого мінімуму.
- Помилкова реклама через неоплату рекламованих акцій.
- Шахрайство поштою або надсилання пропозиції поштою, але не виконання пропозиції, коли клієнт перебуває в казино, також називається приманкою та перемиканням.
- Підроблені автомати для відеопокеру, такі як «Скандал американських монет» у Вегасі[1].
- Сфальсифіковані малюнки, наприклад у The Venetian, Лас-Вегас[2].
- Корумповані регулятори, такі як Рональд Дейл Харріс.
- Використання комп’ютера, щоб отримати перевагу над гравцями.

Обман можна зменшити, використовуючи «належну процедуру» — певні стандартизовані способи перемішування карт, роздачі карт, зберігання, вилучення та відкриття нових колод карт.
Більшість казино повинні мати великий набір камер безпеки (Око в небі) та записувачів, що відстежують і записують усі дії в казино, які можна використовувати для вирішення деяких суперечок. Також деякі казино використовують програмне забезпечення для розпізнавання облич для виявлення відомих шахраїв і злочинців.